# Hoofdklasse Suriname 2008–2016
Hoofdklasse war bis zur Saison 2015/16 die Bezeichnung der höchsten Spielklasse im surinamischen Fußball. Ab der Saison 2016/17 trug diese Spielklasse den Namen Topklasse, der zu Beginn der Saison 2017/18 erneut in Eerste Divisie umbenannt wurde.
Ab der Saison 1923/24 wurde in der Hoofdklasse die Fußballmeisterschaft von Suriname ausgespielt, organisiert vom Surinamischen Fußballbundes (SVB). Bei der Hoofdklasse handelte es sich um eine Amateurklasse.
Hier die Abschlusstabellen der Fußballmeisterschaften von Suriname in der Zeit von 2008 bis 2016:

## Hoofdklasse Vereine – Saison 2008/09
- Walking Boyz Company (Paramaribo)
- SV Leo Victor (Paramaribo)
- Inter Moengotapoe (Moengo)
- SV Transvaal (Paramaribo)
- SV Boskamp (Groningen)
- SV Voorwaarts (Paramaribo)
- SV Robinhood (Paramaribo)
- FCS Nacional (Paramaribo)
- SV Excelsior (Meerzorg)
- Super Red Eagles (Paramaribo)
- SCSV Takdier Boys (Paramaribo)

Die Reihenfolge ist gleichzeitig die Abschlusstabelle der Saison 2008/09 mit dem Meister Walking Boyz Company und dem Vize-Meister Leo Victor. Direkte Absteiger sind Super Red Eagles und Takdier Boys. Torschützenkönig wurde Anthony Abrahams von Leo Victor mit 22 Toren.

### Saison 2009/10
Die Saison wurde am 4. Oktober 2009 traditionell mit dem Spiel um den President’s Cup, dem surinamischen Supercup eröffnet. Gegner waren hier der amtierende Landesmeister und Pokalsieger Walking Boyz Company und Inter Moengotapoe, die unterlegene Mannschaft im Pokalendspiel. Die Meisterschaft und die Absteiger wurden erneut in zwei Runden, Hin- und Rückspielen ermittelt. Aufsteiger in die Hoofdklasse waren SV Jai Hanuman und der Qualifikant The Brothers, der sich in zwei Spielen gegen den SV Excelsior durchsetzte. Anstatt elf, wie in der vorherigen Saison starteten die folgenden zehn Vereine in die Hoofdklasse-Saison 2009/10:
- Inter Moengotapoe (Moengo)
- Walking Boyz Company (Paramaribo)
- SV Leo Victor (Paramaribo)
- SV Robinhood (Paramaribo)
- SV Voorwaarts (Paramaribo)
- SV Transvaal (Paramaribo)
- SV Boskamp (Groningen)
- The Brothers (Coronie)
- SV Jai Hanuman (Wanica)
- FCS Nacional (Paramaribo)

Die Reihenfolge ist gleichzeitig die Abschlusstabelle der Saison 2009/10. Im Mai 2010, kurz vor Beendigung der Saison 2009/10 zog sich der FCS National aus der Hoofdklasse zurück. Als Grund hierfür gab die Clubleitung fehlende Trainingsdisziplin der Spieler an.

### Saison 2010/11
Die Hoofdklasse-Saison startete am 17. November 2010 erneut mit 10 Mannschaften. Das Reglement wurde wie folgt geändert: Nach den Hin- und Rückspielen wurde die Klasse in zwei Gruppen aufgeteilt. Die Nummern 1 bis 6 der Tabelle spielten in der Meisterschaftsgruppe in zwei Runden den Landes- und Vizemeister aus. Die Nummern 7 bis 10 in der Absteigergruppe spielten ebenfalls in zwei Runden den Absteiger, Nummer 4 sowie den Relegationsplatz, Nummer 3 aus. Um den Verbleib- oder Aufstieg wurden wiederum zwei Spiele gegen die Nummer 2 der Eersteklasse ausgetragen. Die in den Hin- und Rückrundenspielen erworbenen Punkte entfielen und die für den Meister und Absteiger entscheidenden zwei Runden begannen wieder bei Null. Die teilnehmenden Vereine waren:
- Inter Moengotapoe (Moengo)
- Walking Boyz Company (Paramaribo)
- SV Leo Victor (Paramaribo)
- SV Excelsior (Meerzorg)
- SV Transvaal (Paramaribo)
- SV Kamal Dewaker (Paramaribo-Livorno)
- SV Robinhood (Paramaribo)
- SV Boskamp (Groningen)
- SV Voorwaarts (Paramaribo)
- The Brothers (Coronie) Absteiger

Die Reihenfolge ist gleichzeitig die Abschlusstabelle der Saison 2010/11 mit dem Meister Inter Moengotapoe und dem Vize-Meister Walking Boyz Company. Direkter Absteiger war The Brothers, während SV Voorwaarts die zwei Relegationsspiele gegen den Zweitplatzierten der Eersteklasse gewinnen konnte. Direkter Aufsteiger in die Hoofdklasse war SV Notch aus Moengo, der auch den SVB-Pokal 2010/11 gewinnen konnte.
Torschützenkönig wurde Amaktie Maasie von Inter Moengotapoe mit 19 Toren.

### Saison 2011/12
Am 7. Dezember 2011 startete die neue Hoofdklasse-Saison. Das Reglement wurde erneut geändert. Die zehn teilnehmenden Mannschaften spielten den Landesmeister und Absteiger in einem Dreirundensystem aus. Die teilnehmenden Vereine:
- SV Robinhood (Paramaribo)
- Inter Moengotapoe (Moengo)
- Walking Boyz Company (Paramaribo)
- SV Leo Victor (Paramaribo)
- SV Transvaal (Paramaribo)
- SV Boskamp (Groningen)
- SV Notch (Moengo)
- SV Excelsior (Meerzorg)

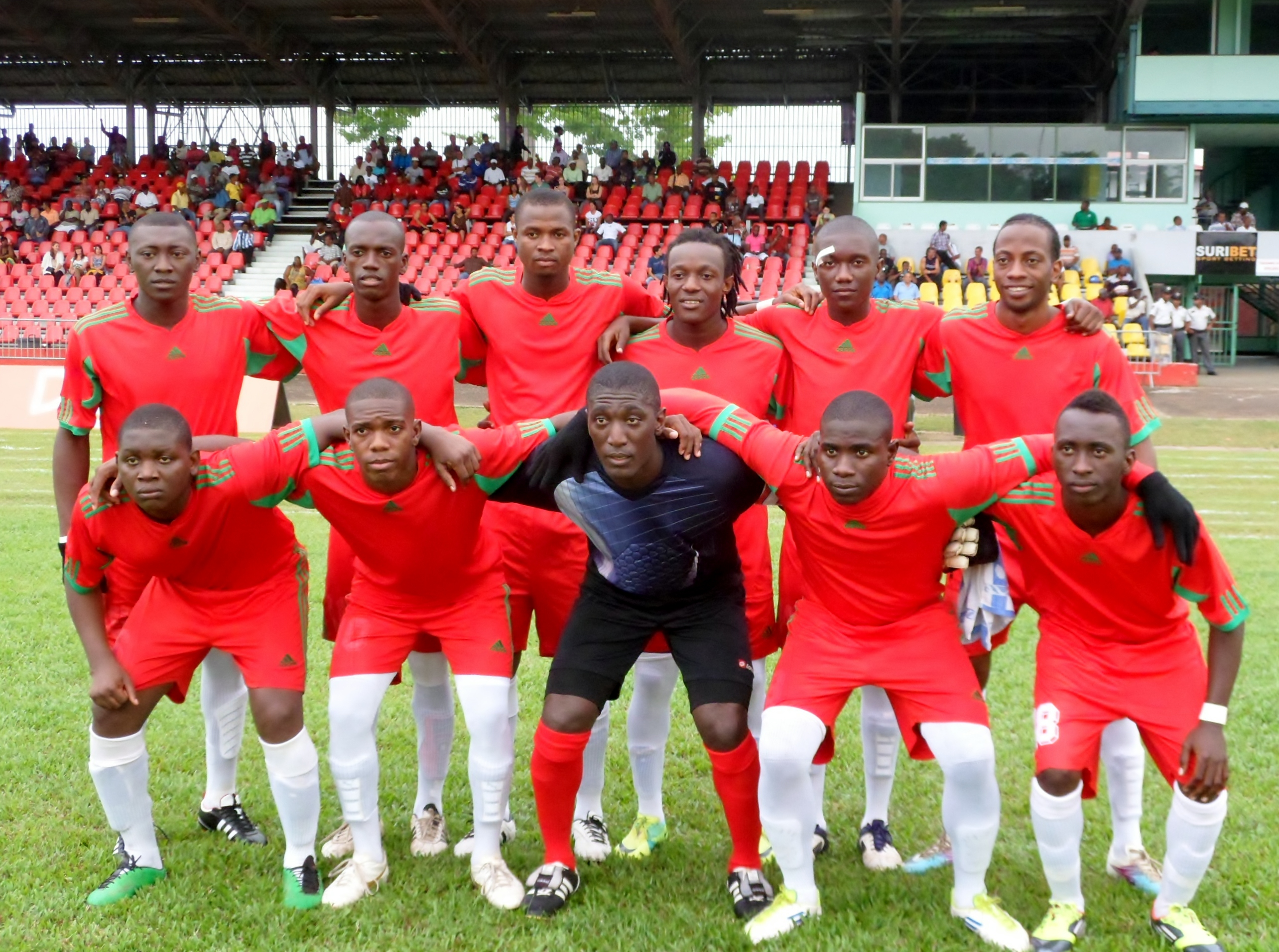
Das Team des SV Robinhood, Landesmeister der Saison 2011/12

- SV Voorwaarts (Paramaribo) Absteiger
- SV Kamal Dewaker (Paramaribo-Livorno) Absteiger

Die Reihenfolge ist gleichzeitig die Abschlusstabelle der Saison 2011/12, die am 29. Juli 2012 endete. Nach sieben Jahren ohne Titel wurde der Rekordmeister SV Robinhood erneut Landesmeister. Mit einem Rückstand von elf Punkten wurde Inter Moengotapoe zweiter und damit Vize-Meister. Direkter Absteiger war SV Kamal Dewaker und direkter Aufsteiger in die Hoofdklasse war die Mannschaft des SV Nationaal Leger (SNL, Militärverein). Ebenfalls aufgestiegen war der Zweitplatzierte der Eersteklasse, Randjiet Boys, die Mannschaft konnte sich in zwei Relegationsspielen gegen den SV Voorwaarts durchsetzen.
Torschützenkönig wurde Giovanni Waal mit 20 Toren und der am wenigsten bezwungene Torwart war Ronnie Aloema, beide vom Meister SV Robinhood.

### Saison 2012/13
Am 19. Oktober 2012 startete die neue Hoofdklasse-Saison. Im Gegensatz zur vorherigen Saison wurde die Meisterschaft wieder in einem Zweirundensystem ausgetragen. Die teilnehmenden Vereine:
- Inter Moengotapoe (Moengo)
- SV Notch (Moengo)
- SV Leo Victor (Paramaribo)
- SV Excelsior (Meerzorg)
- SV Transvaal (Paramaribo)
- Walking Boyz Company (Paramaribo)
- SV Boskamp (Groningen)
- SV Robinhood (Paramaribo)
- SV Nationaal Leger (SNL) Relegation
- Randjiet Boys (Paramaribo) Absteiger

Die Reihenfolge ist gleichzeitig die Abschlusstabelle der Saison 2012/13, die am 8. Juni 2013 mit dem Meister Inter Moengotapoe und dem Vize-Meister SV Notch endete. Direkter Absteiger war Randjiet Boys und Aufsteiger aus der Eersteklasse war SCSV Takdier Boys. Der SNL konnte sich in zwei Relegationsspiele gegen den Zweitplatzierten der Eersteklasse, Boma Star durchsetzen und blieb in der Hoofdklasse.
Torschützenkönig wurde Galgyto Talea von SV Notch mit 18 Toren.

### Saison 2013/14
Am 25. Oktober 2013 startete die neue Hoofdklasse-Saison. Die teilnehmenden Vereine an der surinamischen Fußballmeisterschaft:
- Inter Moengotapoe (Moengo)
- SV Excelsior (Meerzorg)
- SV Leo Victor (Paramaribo)
- Walking Boyz Company (Paramaribo)
- SV Nationaal Leger (SNL)
- SV Notch (Moengo)
- SCSV Takdier Boys (Paramaribo)
- SV Transvaal (Paramaribo)
- SV Boskamp (Groningen) Absteiger
- SV Robinhood (Paramaribo) Absteiger

Die Reihenfolge ist gleichzeitig die Abschlusstabelle der Saison 2013/14, die am 20. Mai 2014 mit dem Meister Inter Moengotapoe und dem Vize-Meister SV Excelsior endete. Direkter Absteiger war SV Robinhood und Aufsteiger aus der Eersteklasse wa SV Boma Star. Der Zweitplatzierten der Eersteklasse, SV Botopasie konnte sich in zwei Relegationsspiele gegen den SV Boskamp durchsetzen und stieg in die Hoofdklasse auf.
Torschützenkönig wurde Gregory Righters von Walking Boyz Company mit 16 Toren.

### Saison 2014/15
Am 17. Oktober 2014 startete die neue Hoofdklasse-Saison erneut in einem Zweirundensystem. Die teilnehmenden Vereine an der surinamischen Fußballmeisterschaft:
- Inter Moengotapoe (Moengo) Meister
- SV Notch (Moengo) Vize-Meister
- Walking Boyz Company (Paramaribo)
- SV Leo Victor (Paramaribo)
- SV Transvaal (Paramaribo)
- SV Botopasie (Paramaribo)
- SV Excelsior (Meerzorg)
- SCSV Takdier Boys (Paramaribo)
- SV Boma Star (Wanica) Absteiger
- SV Nationaal Leger (SNL) Absteiger

Die Reihenfolge ist gleichzeitig die Abschlusstabelle der Saison 2014/15, die im Mai 2015 mit der erneuten Meisterschaft von Inter Moengotapoe und dem Vize-Meister SV Notch endete. Beide Mannschaften sind damit für die Karibik-Klubmeisterschaft qualifiziert. Direkter Absteiger ist das Team des SV Nationaal Leger (SNL) und Aufsteiger aus der Eersteklasse ist SV Nishan 42 aus Commewijne. Da sich der SV Robinhood als Tabellenzweiter der Eersteklasse in zwei Relegationsspielen gegen den SV Boma Star durchsetzen konnte, stieg der SV Boma Star ebenfalls ab.
Torschützenkönig wurde wiederum Gregory Righters von Walking Boyz Company (WBC) mit 20 Toren.

### Saison 2015/16
Am 13. November 2015 startete die neue Hoofdklasse-Saison. Die Meisterschaft wurde wieder in einem Zweirundensystem ausgetragen. Die teilnehmenden zehn Vereine:
- Inter Moengotapoe (Moengo) Meister
- SV Transvaal (Paramaribo) Vize-Meister
- SV Leo Victor (Paramaribo)
- SV Nishan 42 (Commewijne)
- Walking Boyz Company (Paramaribo)
- SV Botopasie (Paramaribo)
- SV Robin Hood (Paramaribo)
- SCSV Takdier Boys (Paramaribo)
- SV Notch (Moengo)
- SV Excelsior (Meerzorg)

Die Reihenfolge ist gleichzeitig die Abschlusstabelle der Saison 2015/16, die im Mai 2016 mit einer weiteren Meisterschaft von Inter Moengotapoe und dem Vize-Meister SV Transvaal endete. Beide Mannschaften sind damit für die Karibik-Klubmeisterschaft qualifiziert. Da die Hoofdklasse in der Saison 2016/17 auf zwölf Vereine aufgestockt wurde, gab es keine Absteiger.
Torschützenkönig wurde Romeo Kastiel von Inter Moengotapoe mit 18 Toren.